# Maria Ubach i Font
Maria Ubach i Font (La Massana, 14 de junho de 1973) é uma política e diplomata de Andorra, Ministra dos Negócios Estrangeiros entre 17 de junho de 2017 e 15 de maio de 2023, sob os governos dos Primeiro-Ministros Antoni Martí e Xavier Espot.
Em 1998 obteve a licenciatura em Economia pela Universidade de Toulouse II-Le Mirail e o mestrado em Relações Internacionais pela Universidade de Paris I Panthéon-Sorbonne.

## Carreira política e diplomática
Em 1998 iniciou a sua carreira no Ministério das Relações Internacionais de Andorra como técnica. Até 2001, ela foi representante permanente do Conselho da Europa em Estrasburgo. Entre 2001 e 2006 foi a primeira secretária da Embaixada de Andorra na França e delegada permanente vinculada à UNESCO. De 2006 a 2011, foi directora do escritório de Assuntos Multilaterais e Cooperação do Ministério.
Entre outubro de 2011 e junho de 2015 foi embaixadora na França e em Portugal (residindo em Paris), além de delegada permanente na UNESCO e representante no Conselho Permanente da Francofonia. Entre 2015 e 2017 foi Embaixadora na Bélgica, Holanda, Luxemburgo, Alemanha e na União Europeia, residindo em Bruxelas.
Como ministra, Ubach está a liderar as negociações para um acordo de associação entre Andorra e a União Europeia. Ela foi re-nomeada pelo recém-eleito primeiro-ministro Xavier Espot em 22 de maio de 2019.
 